# 菅佐原隆幸
菅佐原 隆幸（すがさわら たかゆき、1962年5月4日 - ）は、元福島中央テレビのアナウンサー。
東京都品川区出身。明治学院大学卒業。血液型はA型。

## 略歴
1986年、福島中央テレビ入社。2007年4月からは福島中央テレビの報道制作局アナウンス部長を歴任。その間、新人アナウンサーの教育も担当した。
2021年1月、福島中央テレビを退社。

## 出演番組
- ズームイン!!朝!（ - 1990年） - 福島県中継担当。
- プラス1ふくしま - キャスター
- こんにちはふくしま - 司会
- ゴジてれシャトル

中継（1994年10月 - 1995年9月）
MC（1995年10月2日 - 2006年5月4日）
17時台MC（2006年5月8日 - 2008年3月）
- ゴジてれ Chu ! - ナレーション、木曜などの代替MC。
- FCTニュース - 不定期、主に土日の昼・夕方帯を中心に担当していた。